# فيليس غروسكورث
فيليس غروسكورث (بالإنجليزية: Phyllis Grosskurth)‏‏ (16 مارس 1924 في تورونتو - 2 أغسطس 2015 ) كاتبة سير، وكاتِبة من كندا.

## التعليم
تعلمت فيليس غروسكورث في:
- كلية الثالوث [الإنجليزية]‏
- جامعة لندن
- جامعة أوتاوا

## الجوائز
حصلت فيليس غروسكورث على الجوائز الآتية:
- زمالة غوغنهايم
- ضابط وسام كندا
- وسام أونتاريو